# Tarai Bangun
Tarai Bangun is een bestuurslaag in het regentschap Kampar van de provincie Riau, Indonesië. Tarai Bangun telt 14.930 inwoners (volkstelling 2010).